# Anticarsia schausi
Anticarsia schausi är en fjärilsart som beskrevs av Barnes och Benjamin 1924. Anticarsia schausi ingår i släktet Anticarsia och familjen nattflyn. Inga underarter finns listade i Catalogue of Life.